# Trignac

Localització de Trignac

Trignac (en bretó Trinieg) és un municipi francès, situat a la regió de país del Loira, al departament de Loira Atlàntic, que històricament ha format part de la Bretanya. L'any 2006 tenia 7.230 habitants. Limita amb els municipis de Saint Nazaire, Saint-Joachim i Montoir-de-Bretagne.

## Demografia
| 1962                                       | 1968  | 1975  | 1982  | 1990  | 1999  |
| ------------------------------------------ | ----- | ----- | ----- | ----- | ----- |
| 6.917                                      | 7.076 | 7.253 | 7.180 | 7.020 | 6.956 |
| Des de 1962: població sense dobles comptes |       |       |       |       |       |

## Administració
| Període   | Identitat           | Partit |
| --------- | ------------------- | ------ |
| 1977-2008 | Jean-Louis Le Corre | PCF    |
| 2008-     | Sabine Mahé         | PCF    |